# Cobra (Fernsehserie)
Cobra ist eine US-amerikanische Action-Krimiserie mit Michael Dudikoff in der Hauptrolle. Es wurde nur eine Staffel mit 23 Episoden produziert und von September 1993 bis Mai 1994 gesendet. Die deutsche Erstausstrahlung fand von 9. Oktober 1994 bis April 1995 auf RTL II statt. Wiederholt wurde die Fernsehserie später von tm3 und auf Tele 5.

## Handlung
Robert „Scandal“ Jackson, Jr., ist ein Ex-Navy SEAL, der desertierte, nachdem er sich weigerte, eine feindliche Kommandozentrale in einem zivilen Wohngebäude in die Luft zu jagen. Er verschwand in der Wildnis von Alaska, änderte seinen Namen und sein Aussehen, und wurde ein Lehrer in einer kleinen Eskimo-Gemeinde. Aber ein Teil seiner Vergangenheit holte ihn ein, er wurde ins Gesicht geschossen, fiel ins Koma und wurde, da man ihn für tot hielt, liegen gelassen. Er erwachte drei Wochen später in einem Krankenhaus und fand heraus, dass er dank einer Frau namens Danielle LaPoint ein neues Gesicht und eine neue Lebenschance erhalten hatte.
Danielle bot ihm einen Job bei Cobra, einer verdeckten, gegen Kriminalität gerichteten Agentur, an. Cobra verschafft denjenigen Verbrechensopfern Gerechtigkeit, die vom Rechtssystem nicht profitieren konnten.
Scandal sträubt sich dagegen, sein Leben in Alaska hinter sich zu lassen. Da macht ihm jedoch Danielles Chef, Dallas Cassel, ein Angebot, das er nicht ablehnen kann: Er erhält die Gelegenheit, den Mann zu fangen, der seinen Vater vor fünf Jahren ermordet hat. Hinter dem Steuer seines klassischen AC-Cobra-Sportwagens sorgt Scandal für Gerechtigkeit in der fiktiven Stadt Bay City.

## Hintergrund
Die Hauptrollen in der Fernsehserie Cobra spielen Michael Dudikoff (Hauptdarsteller der American Fighter-Filmreihe), Allison Hossack, und James Tolkan (Mr. Strickland aus der Zurück-in-die-Zukunft-Trilogie).
Cobra wurde vom bekannten Fernsehproduzenten Stephen J. Cannell zusammen mit Steven Long Mitchell und Craig W. Van Sickle erdacht, die beiden später die Fernsehserie Pretender für NBC entwickelt hatten und deren ausführende Produzenten waren. Die Serie wurde vor Ort in Vancouver, British Columbia, Kanada gefilmt. Lee Goldberg und William Rabkin waren die supervising producer der Fernsehserie und waren später ausführende Produzenten von Diagnose: Mord, Martial Law – Der Karate-Cop sowie weiteren Fernsehserien. Matt Dearborn, eine Berater für Cobra, produzierte einige Sitcoms für den Disney Channel, darunter Even Stevens.
Cobra wurde ursprünglich Viper genannt. Jedoch verklagte Chrysler Corp. Stephen J. Cannell wegen der Verletzung der Trademark, und auch weil Chrysler bereits mit CBS an einer Fernsehserie mit dem Titel Viper arbeitete, die ein brandneues Konzeptfahrzeug des Dodge Viper beinhalten sollte, jedoch schließlich bei NBC lief. Da diese Fernsehserie sich um eine moderne Version von Knight Rider drehte und Cannells Fernsehserie um einen Verbrechensjäger, dachte sich Canell, dass der Name ohne Änderung des kreativen Konzepts der Fernsehserie geändert werden konnte und daher wurde der Titel der Fernsehserie auf Cobra geändert. Drei Episoden waren bereits gedreht worden, als die Titeländerung vorgenommen wurde, sodass es erscheint, dass Scandal immer noch den Cobra gefahren hätte, wenn die Fernsehserie auch Viper genannt worden wäre.
Die kanadische Rockband Saga wurde engagiert, um die Titelmelodie und einige andere Lieder für die Fernsehserie zu produzieren, die in besonderen Episoden verwendet werden sollten, aber die meisten wurden niemals benutzt. Sagas Album Steel Umbrellas, das im Jahr 1994 veröffentlicht wurde, enthielt die meisten dieser Lieder. Es wurden auch ein Text für die Titelmelodie Someone is Out There von Cobra geschrieben, aber nur die Instrumentalversion wurde in der Fernsehserie genutzt.

## Figuren
Robert „Scandal“ Jackson, Jr. (Michael Dudikoff) ist als Kampfsportler, erfahrener Scharfschütze, Ex-Navy SEAL und früherer Ermittler für die NSI bestens geeignet um die Außeneinsätze von Cobras zu führen. Der einzige Teil seiner Vergangenheit, der im bleibt, ist sein neuwertiger Cobra, bei dessen Restaurierung er seinem Vater geholfen hatte, als er jünger war.
Danielle LaPoint (Allison Hossack) ist die Tochter des Gründers von Cobra, Quentin Avery. Danielle ist mehr oder weniger Scandals Partnerin. Ihre Mutter wurde zehn Jahre früher getötet. Daher entschied sie sich dafür Opfer wie sich selbst zu helfen, indem sie für Cobra arbeitete. Sie hat ein Studium in Psychologie an der Harvard University mit Ph.D abgeschlossen und war persönlich dafür verantwortlich Scandal anzuheuern, nachdem sie sich mit ihrem Vater darüber auseinandergesetzt hatte, dass er die perfekte Wahl wäre.
Dallas Cassel (James Tolkan) ist ein früherer FBI-Agent und der Leiter von Cobra. Er hatte einen schlechten Einstand bei Scandal, nachdem er dessen Tod vorgetäuscht hatte, um ihm einen ehrenvollen Abschied aus der Navy zu ermöglichen, aber Scan sah schließlich ein, dass das nur zu seinem Besten war.

## Episodenliste
| Nr. | Deutscher Titel               | Originaltitel          | Erstausstrahlung USA | Deutschsprachige Erstausstrahlung (D) |
| --- | ----------------------------- | ---------------------- | -------------------- | ------------------------------------- |
| 1   | Auf eigene Rechnung           | Cobra (1)              | 16. Sep. 1993        | 9. Okt. 1994                          |
| 2   | Auf eigene Rechnung           | Cobra (2)              | 23. Sep. 1993        | —                                     |
| 3   | Wege ins Paradies             | Push It                | 30. Sep. 1993        | —                                     |
| 4   | Ohne Ausweg                   | Point Of No Return     | 30. Sep. 1993        | —                                     |
| 5   | Tödliche Flitterwochen        | Honeymoon Hideaway     | 7. Okt. 1993         | —                                     |
| 6   | Ohne Ausweg                   | Nowhere to Run         | 14. Okt. 1993        | —                                     |
| 7   | Todfeinde                     | The Gnome              | 21. Okt. 1993        | —                                     |
| 8   | Phantom wird gejagt           | Mr. Chapman, I Presume | 28. Okt. 1993        | —                                     |
| 9   | Gefangene Herzen              | Hostage Hearts         | 4. Nov. 1993         | —                                     |
| 10  | Eine Frau, für die man stirbt | I’d Die For You        | 11. Nov. 1993        | —                                     |
| 11  | Tödliches Gas                 | Something In The Air   | 18. Nov. 1993        | —                                     |
| 12  | Death On The Line             | Einsame Herzen         | 25. Nov. 1993        | —                                     |
| 13  | Spiel mit dem Feuer           | Playing With Fire      | 6. Jan. 1994         | —                                     |
| 14  | Die zweitbeste Diebin         | Diamond In The Rough   | 13. Jan. 1994        | —                                     |
| 15  | Liebe im Cyberspace           | Lost In Cyberspace     | 20. Jan. 1994        | —                                     |
| 16  | Schatten der Vergangenheit    | Blast from the Past    | 27. Jan. 1994        | —                                     |
| 17  | Tief unten                    | Death Dive             | 3. Dez. 1994         | —                                     |
| 18  | Verdiente Rache               | Caged Fury             | 10. Dez. 1994        | —                                     |
| 19  | Ein paar tote Männer          | A Few Dead Men         | 17. Feb. 1994        | —                                     |
| 20  | Ich hasse dich                | Haunted Lives          | 24. Feb. 1994        | —                                     |
| 21  | Skandal und Mord              | Lorrinda               | 30. Apr. 1994        | —                                     |
| 22  | Alle für einen                | Precious               | 6. Mai 1994          | —                                     |
| 23  | Der Pokerkrieg                | Aces and Eights        | 13. Mai 1994         | —                                     |

## DVD-Veröffentlichungen
Kanada
Am 13. Februar 2007 veröffentlichte Visual Entertainment Cobra: The Complete Series auf DVD in Kanada. Das 5-DVD-Set enthält auch diverses Bonusmaterial einschließlich von Zusammenfassung der Handlung für die einzelnen Episoden und einer Fotogalerie.
Vereinigte Staaten
In den Vereinigten Staaten erschien die komplette Serie am 29. September 2009 bei Mill Creek Entertainment auf DVD.
Deutschland
In Deutschland wurde die Fernsehserie auf VHS bei Concord herausgebracht und ist auch auf DVD erhältlich.